# Chamaemyces
Chamaemyces es un género de hongos Agaricales, perteneciente a la familia Agaricaceae.

## Especies
- Chamaemyces alphitophyllus
- Chamaemyces carmelensis
- Chamaemyces fracidus
- Chamaemyces medullaris
- Chamaemyces paraensis
- Chamaemyces pseudocastaneus